# Androclidas
Androclidas o Androclides (en griego antiguo: Ἀνδροκλείδας o Ἀνδροκλείδης; Tebas, siglo V a. C. – Atenas, 380 a. C.) fue un político griego antiguo.

## Biografía
En el 395 a. C., a instigación de Timócrates de Rodas, enviado del sátrapa persa Farnabazo II, Androclidas llevó a Tebas a declarar la guerra a Esparta, para forzar al rey de Esparta, Agesilao II a retirarse del Asia Menor.
En el 382 a. C., es mencionado, junto a Ismenias, como uno de los principales opositores al general espartano Fébidas, que había tomdado la Cadmea, la acrópolis de Tebas. Exiliado del régimen establecido después de este golpe, se trasladó a Atenas, donde fue asesinado dos años más tarde por asesinos enviados por los oligarcas tebanos.